# Tom Perez
Thomas Edward "Tom" Perez,(Buffalo, New York, V.S., 7 oktober, 1961) is een Amerikaanse jurist en politicus.
Sinds 25 februari 2017 is hij voorzitter van het Democratic National Committee, de landelijke organisatie van de Democratische Partij.
Perez was eerder onder president Barack Obama van 2009 tot 2013 assistent-Openbare Aanklager bij de afdeling  "Burgerrechten" van het Ministerie van Justitie en van 2013 tot 2017 Minister van Arbeid.

## Afkomst en opleiding
Perez is zoon van immigranten uit de Dominicaanse Republiek. Tot zijn voorvaderen behoorden advocaten en politici. Zijn grootvader van moederskant, Rafael Brache, was van 1930 tot 1931 ambassadeur van het land in de Verenigde Staten.
Hij bezocht in Buffalo de Canisius High School van de Jezuïeten, en behaalde zijn bachelor-graad in Internationale Betrekkingen en Politieke Wetenschappen in 1983 aan de Brown University. Hij sloot zijn academische opleiding in 1987 af aan de Harvard Law School met de Juris. Doctor-graad en een mastergraad in Publiek beleid aan de John F. Kennedy School of Government.

## Carrière
Perez heeft zijn hele loopbaan uitsluitend in de publieke dienst doorgebracht. Hij begon in 1987 als klerk van rechter Zita Wijnshienk aan het Federale Hof van Colorado (staat) en werkte vanaf 1989 hoofdzakelijk voor het ministerie van Justitie, in het bijzonder aan zaken, betreffende Burgerrechten en Arbeidsrecht.
Van 1995 tot 1998 was hij adviseur van-Senator Ted Kennedy voor vraagstukken op het terrein van strafrecht, burgerrechten en staatsrecht. Hij werkte tot het eind van de ambtsperiode van kabinet-Clinton in januari 2001 in het Ministerie van Gezondheid. 
Aansluitend doceerde Perez Medisch Recht aan de University of Maryland.
Hij was van 2002 tot 2006 raadslid van de Montgomery Council en werd in 2007 in de staat Maryland door gouverneur Martin O'Malley benoemd tot minister van Arbeid.
Daar werkte hij tot zijn aanstelling door de Senaat tot assistent-Openbare Aanklager. die met enige vertraging door enkele kritische Republikeinse senatoren op 6 oktober 2009 als opvolger van Wan J. Kim - werd bevestigd. 
Nadat de toenmalige Minister van Arbeid in het kabinet-Obama, Hilda Solis, in januari 2013 haar terugtreden had aangekondigd, werd Perez in maart 2013 voorgedragen om de opengevallen plaats in te nemen. Na harde kritiek van de Republikeinse oppositie, stemde de Senaat op 18 juli 2013 - exact langs partijlijnen met 54 tegen 46 stemmen in met zijn benoeming. Zijn ambtsperiode liep af op 20 januari 2017 met de transitie van het kabinet-Obama naar het kabinet-Trump.

## Voorzitter van deDemocratic National Committee(DNC)
Op 25 februari 2017 werd Perez verkozen tot de nieuwe voorzitter van de des Democratic National Committee (DNC). In de eerste stemronde sinds meer dan dertig jaar dat voor deze functie meerdere kandidaten naar voren traden, behaalde Perez, als kandidaat van het partijestablishment in de tweede stemronde de meerderheid ten koste van zijn opponent Keith Ellison, die als favoriet van de links georiënteerde progressieven rond senator Bernie Sanders gold. 
Perez loste daarmee interim-voorzitter Donna Brazile af, die na het terugtreden van Debbie Wasserman Schultz sinds zomer 2016 de zaken had waargenomen. Wasserman Schultz was terug getreden na het bekend worden van benadeling van Sanders bij interne voorverkiezing voor de kandidatuur van de presidentsverkiezing van 2016 .  
Perez koos zijn verliezende tegenstander Ellison daarop tot zijn plaatsvervanger. Hij is de eerste Latino aan de top van de partijleiding van de Democraten.
Nadat Perez aangekondigd had, dat de DNC zich buiten de voorverkiezingen zou houden en geen "eigen" kandidaten zou voortrekken, stuitte zijn steunverklaring voor de Gouverneur van New York Andrew Cuomo in mei 2018 voor kritiek vanuit de linkervleugel van zijn partij.

## Privé
Met zijn vrouw Ann Marie Staudenmaier, een advocaat van de Washington Legal Clinic for the Homeless, heeft Perez drie kinderen.
- Gemeinsame Normdatei: 1126395196
- Library of Congress Control Number: no2010202730
- SNAC: w6p08xww
- Virtual International Authority File: 160728568
- WorldCat: E39PBJg4myq8BPTydBp44jC4v3